# Chérif Guettai
Chérif Guettai est un footballeur international algérien né le 16 janvier 1961 à Annaba. Il évoluait au poste d'attaquant.

## Biographie
Chérif Guettai reçoit trois sélections en équipe d'Algérie. Il joue son premier match en équipe nationale le 22 mars 1989, contre le Maroc (score : 1-1). Il joue son dernier match le 25 août 1989, contre la Côte d'Ivoire (victoire 1-0).
En club, il commence sa carrière à l'USM Annaba, son club formateur. Après douze années passées avec l'équipe première d'Annaba, il rejoint la Tunisie et le club de l'Olympique de Béja. Après une seule saison passée à Béjà, il retourne en Algérie et s'engage avec le CS Constantine. Après une seule saison à Constantine, il change de nouveau de club, en réalisant une dernière saison dans son club formateur.
Il remporte avec l'Olympique de Béja, une Coupe de Tunisie. Par ailleurs, il se classe cinquième du championnat d'Algérie lors de la saison 1986-1987 avec Annaba, ce qui constitue son meilleur résultat.

## Palmarès
- Vainqueur de la Coupe de Tunisie en 1993 avec l'Olympique de Béja.
- Accession en Ligue 1 en 1994 avec le CS Constantine.

### Avec l'équipe d'Algérie
- 1er tour de la Coupe du monde de futsal de 1989